# 2024年パリオリンピックのウズベキスタン選手団
2024年パリオリンピックのウズベキスタン選手団は、2024年7月26日から8月11日までフランスのパリで開催された2024年パリオリンピックのウズベキスタン選手団の名簿。

## 選手団
- 人員: 選手 90人
- 開会式旗手: アブドゥマリク・ハロコフ、ザイナブ・ダイベコワ

## メダル獲得者
| メダル | 選手名                                     | 競技                 | 種目                     | 日付    |
| ------ | ------------------------------------------ | -------------------- | ------------------------ | ------- |
| 金     | ディヨラ・ケルディヨロワ                   | 柔道                 | 女子52kg                 | 7月28日 |
| 金     | ウルグベク・ラシトフ                       | テコンドー           | 男子68kg級               | 8月8日  |
| 金     | ハサンボイ・ドゥスマトフ                   | ボクシング           | 男子フライ級             | 8月8日  |
| 金     | アサドフジャ・ムイディンフジャエフ         | ボクシング           | 男子ウェルター級         | 8月9日  |
| 金     | ラジズベク・ムロジョノフ                   | ボクシング           | 男子ヘビー級             | 8月9日  |
| 金     | ラザンベク・サランベコヴィッチ・ジャマロフ | レスリング           | 男子フリースタイル74kg級 | 8月10日 |
| 金     | アブドゥマリク・ハロコフ                   | ボクシング           | 男子フェザー級           | 8月10日 |
| 金     | バホディル・ジャロロフ                     | ボクシング           | 男子スーパーヘビー級     | 8月10日 |
| 銀     | アクバル・ジュラエフ                       | ウエイトリフティング | 男子102kg級              | 8月10日 |
| 銀     | スヴェトラーナ・オシポワ                   | テコンドー           | 女子+67kg級              | 8月10日 |
| 銅     | ムザファルベク・トゥロボエフ               | 柔道                 | 男子100kg                | 8月1日  |
| 銅     | アリシェル・ユスポフ                       | 柔道                 | 男子+100kg               | 8月2日  |
| 銅     | グロムジョン・アブドゥラエフ               | レスリング           | 男子フリースタイル57kg級 | 8月9日  |

## 種目別選手・スタッフ名簿及び成績

### アーチェリー
以下の選手が出場資格を獲得している。
- アミルホン・サディコフ（男子個人）
- ジヨダホン・アブドゥサットラワ（女子個人）
- アミルホン・サディコフ、ジヨダホン・アブドゥサットラワ（混合団体）

### 陸上
以下の選手が出場資格を獲得している。
- ショフルフ・ダフラトフ（男子マラソン）
- アンヴァル・アンヴァロフ（男子走幅跳）
- サフィナ・サドゥラエワ（女子走高跳）
- シャリファ・ダフロノワ（女子三段跳）
- エカテリーナ・ヴォロニナ（女子七種競技）

### ボクシング
以下の選手が出場資格を獲得している。
- ハサンボイ・ドゥスマトフ（男子フライ級）
- アブドゥマリク・ハロコフ（男子フェザー級）
- ルスラン・アブドゥラエフ（男子ライト級）
- アサドフジャ・ムイディンフジャエフ（男子ウェルター級）
- トゥラベク・ハビブラエフ（男子ミドル級）
- ラジズベク・ムロジョノフ（男子ヘビー級）
- バホディル・ジャロロフ（男子スーパーヘビー級）
- サビナ・ボボクロワ（女子フライ級）
- ニギナ・ウクタモワ（女子バンタム級）
- シトラ・トゥルディベコワ（女子フェザー級）
- ナフバホル・ハミドワ（女子ウェルター級）

### カヌー
以下の選手が出場資格を獲得している。
- シャフリヨル・マフカモフ（男子スプリントカヤックシングル1000m）
- エカテリーナ・シュビナ（女子スプリントカヤックシングル500m）
- ニルファル・ゾキロワ（女子スプリントカナディアンシングル200m）

### 自転車
以下の選手が出場資格を獲得している。
- ニキータ・ツヴェトコフ（男子ロードレース）
- ヤニナ・クスコワ（女子ロードレース）
- オルガ・ザベリンスカヤ
  - （女子ロードレース）
  - （女子タイムトライアル）

### 飛込
以下の選手が出場資格を獲得している。
- イゴール・ミャリン（男子10m高飛込）

### フェンシング
以下の選手が出場資格を獲得している。
- ザイナブ・ダイベコワ（女子サーブル個人）

### サッカー
以下の種目の出場資格を獲得している。
- 男子

### 体操
以下の選手が出場資格を獲得している。
- ラスルジョン・アブドゥラヒモフ（男子個人総合）
- アブドゥッラ・アジモフ（男子個人総合）
- ハビブロ・エルガシェフ（男子個人総合）

### 新体操
以下の選手が出場資格を獲得している。
- タフミナ・イクロモワ（個人）
- 団体
  - エヴェリナ・アタリアンツ
  - シャフゾダ・イブラギモワ
  - ムムトザボヌ・イシホクゾダ
  - アマリヤ・マメドワ
  - イロダホン・サディコワ

### 柔道
以下の選手が出場資格を獲得している。
- ドストン・ルジエフ（男子60kg級）
- サルドル・ヌリラエフ（男子66kg級）
- ムロジョン・ユルドシェフ（男子73kg級）
- シャロフィディン・ボルタボエフ（男子81kg級）
- ダブラト・ボボノフ（男子90kg級）
- ムザファルベク・トゥロボエフ（男子100kg級）
- アリシェル・ユスポフ（男子100kg超級）
- ハリマジョン・クルボノワ（女子48kg級）
- ディヨラ・ケルディヨロワ（女子52kg級）
- シュクルジョン・アミノワ（女子57kg級）
- グルノザ・マトニヤゾワ（女子70kg級）
- イリスホン・クルバンバエワ（女子78kg級）
- 団体 - 上記12名

### 近代五種
以下の選手が出場資格を獲得している。
- アリセ・ファフルトジノワ（女子）

### ボート
以下の選手が出場資格を獲得している。
- シャフゾド・ヌルマトフ、ソビルジョン・サファロリイェフ（男子軽量級ダブルスカル）
- アンナ・プラカテン（女子シングルスカル）

### 競泳
以下の選手が出場資格を獲得している。
- イリア・シビルツェフ
  - （男子400m自由形）
  - （男子800m自由形）
- アナスタシヤ・ゼリンスカヤ（女子400m自由形）

### テコンドー
以下の選手が出場資格を獲得している。
- ウルグベク・ラシトフ（男子68kg級）
- ジャスルベク・ジャイスノフ（男子80kg級）
- ニキタ・ラファロヴィッチ（男子80kg超級）
- オゾダ・ソビルジョノワ（女子67kg級）
- スヴェトラーナ・オシポワ（女子67kg超級）

### ウエイトリフティング
以下の選手が出場資格を獲得している。
- アクバル・ジュラエフ（男子102kg級）
- リジナ・アダシュバエワ（女子81kg級）
- トゥルスノイ・ジャッボロワ（女子81kg超級）

### レスリング
以下の選手が出場資格を獲得している。
- グロムジョン・アブドゥラエフ（男子フリースタイル57kg級）
- ラザムベク・ジャマロフ（男子フリースタイル74kg級）
- ジャヴライル・シャピエフ（男子フリースタイル86kg級）
- イスロムジョン・バフロモフ（男子グレコローマンスタイル60kg級）
- アラム・ヴァルダニャン（男子グレコローマンスタイル77kg級）
- ルスタム・アサカロフ（男子グレコローマンスタイル97kg級）
- アクテンゲ・ケウニムジャエワ（女子フリースタイル50kg級）